# Куржанова, Инна Александровна
Инна Александровна Куржанова (в браке Новикова; 29 сентября 1987) — российская биатлонистка, чемпионка и призёр чемпионата России. Мастер спорта России.

## Биография
На внутренних соревнованиях представляла Пермский край и спортивное общество «Динамо». Также в отдельные годы представляла Ханты-Мансийский автономный округ. Тренировалась под руководством своего отца Александра Валентиновича Куржанова, а в Ханты-Мансийске — В. П. Захарова.

### Юниорская карьера
В 2005 году участвовала в чемпионате мира среди 19-летних в Контиолахти, заняла 38-е место в индивидуальной гонке.
На чемпионате Европы среди юниоров 2006 года в Арбере была 31-й в индивидуальной гонке.
В 2007 году на чемпионате мира среди юниоров в Валь-Мартелло была 38-й в индивидуальной гонке. На юниорском чемпионате мира 2008 года в Рупольдинге заняла 37-е место в спринте, 19-е — в гонке преследования и 21-е — в индивидуальной гонке.
Принимала участие в гонках юниорского Кубка IBU в сезоне 2007/08 на этапе в Арбере, лучший результат — 11-е место в спринте.

### Взрослая карьера
На чемпионате России 2009 года стала чемпионкой в командной гонке и бронзовым призёром в гонке патрулей в составе сборной ХМАО.
Победительница этапа Кубка России в эстафете.
Завершила спортивную карьеру в начале 2010-х годов.

## Личная жизнь
После окончания спортивной карьеры вышла замуж, фамилия в браке — Новикова.